# 遺伝子 (中西圭三のアルバム)
『遺伝子』（いでんし）は、2003年7月30日にユニバーサルミュージックから発売された中西圭三通算12枚目のスタジオ・アルバム。

## 解説
8ヶ月ぶりとなる新作は、セルフカバー曲と新曲が半分ずつ収録されている。
「Woman」にはHeartsdalesが参加している。
ユニバーサルミュージックからのリリースは、この2枚にて終了した。

## 収録曲
作曲：中西圭三（特記以外）
1. INTO THE NIGHT　4:07
  - 作詞：中西圭三　編曲：YANAGIMAN
2. Woman feat. Heartsdales　4:36
  - 作詞：売野雅勇　編曲：工藤玄実
3. 眠れぬ想い　4:38
  - 作詞：朝水彼方　編曲：Tom Keane
4. 十六夜の月　4:56
  - 作詞：中西圭三　作曲：中西圭三・小西貴雄　編曲：小西貴雄
5. You & I　4:03
  - 作詞：売野雅勇　作曲：中西圭三・小西貴雄　編曲：青柳誠
6. NEW WAY　5:18
  - 作詞：中西圭三　編曲：西脇辰弥
7. 次の夢　4:25
  - 作詞：小霜和隆　作曲：中西圭三・佐橋佳幸　編曲：弦一徹
8. HORIZON　5:20
  - 作詞：朝水彼方　作曲：中西圭三・小西貴雄　編曲：新川博
9. ONE in a MILLION　4:55
  - 作詞：shungo.　作曲：中西圭三・小西貴雄　編曲：土屋学
10. Choo Choo TRAIN　4:29
  - 作詞：佐藤ありす　編曲：三谷泰弘